# Bernard Theofiel Waterslaeghers
Bernard Theofiel Waterslaeghers (BTW) is een personage uit de televisiereeks F.C. De Kampioenen. Bernard werd gespeeld door Jakob Beks. Hij was een vast personage tussen 1998 en 2000 (van reeks 9 tot en met reeks 10). In de vierde Kampioenenfilm F.C. De Kampioenen 4: Viva Boma heeft hij voor het eerst sinds dan opnieuw zijn opwachting gemaakt.

## Personage
Bernard Theofiel Waterslaeghers (alias BTW), een neef van Xavier, dook voor de eerste keer op in 1998 (reeks 9). De garage van Dimitri De Tremmerie stond te koop en BTW overtuigde Georgette "Ma DDT" Verreth om ze niet te verkopen aan garagist André Van Roost, maar aan hem. Hij zou er een restaurant van maken: "Bij Mij".
Voor BTW kok werd beoefende hij nog verschillende andere beroepen: brandweerman, maître d'hôtel en handelsreiziger.
BTW's meest kenmerkende karaktereigenschap was zijn betweterigheid. Hij bezorgde de Kampioenen heel wat problemen door zijn bemoeizieke karakter en grenzeloze zelfoverschatting. Hij kon ook vrij opvliegend zijn als iets hem stoorde of als hij de indruk kreeg dat bepaalde uitspraken van hem in twijfel leken getrokken te worden. Dan deed hij vaak compleet ongevraagd en zelfs tot ergernis van anderen veel moeite om toch te bewijzen dat hij gelijk had, zelfs als dit helemaal niet het geval was. Hij weigerde steevast om zijn eigen tekortkomingen te accepteren of zelfs in te zien. Als iets mislukte, gaf hij dan ook altijd de schuld aan iets of iemand anders. Hij had ook altijd een antwoord klaar als iemand een opmerking maakte over het feit dat hij maar weinig klanten had in zijn restaurant.
In reeks 10 kreeg BTW bezoek van Antoine Ickx van de fijnproeversgids. Bernard dacht een ster te krijgen, maar die kon Antoine hem niet geven omdat het restaurant slecht gelegen was. Hierdoor kreeg BTW het weer aan de stok met F.C. De Kampioenen. Hij is ook even voorzitter en sponsor van de ploeg geweest, maar Boma nam die rol al snel weer over.
BTW was 3 keer getrouwd (en 3 keer gescheiden). Zijn eerste echtgenote was relatietherapeute Truus Pinckers. Zijn tweede echtgenote zou een mannenverslindster geweest zijn, Annie genaamd, en de derde een betweter. BTW trouwde met Truus in Las Vegas, maar scheidde al na één dag van haar. In reeks 9 stond BTW opnieuw op het punt om met haar te trouwen, maar ze gingen algauw terug uit elkaar nadat er onenigheid ontstond over de trouwdatum.
Sinds reeks 10 had BTW een konijn in huis genomen, oorspronkelijk om te slachten, maar hij kreeg het niet over zijn hart en nam het konijn als huisdier.
BTW is een getalenteerde kok, maar omdat zijn restaurant slecht gelegen was, hij onvriendelijk was tegen de klanten en in de latere afleveringen begon te koken met duurdere producten zoals kaviaar en truffel werd "Bij Mij" nooit het toprestaurant waarop hij gehoopt had. Het raakte op de rand van het faillissement, maar toch wilde BTW niet opgeven. Op een dag kreeg BTW zijn vader, Bernard-Victor, over de vloer en werd duidelijk dat hij geïnvesteerd had in BTW's restaurant. Om indruk te maken op zijn vader maakte BTW hem wijs dat zijn zaak wel goed draaide en dat hij bovendien een nieuwe vriendin had. Wanneer Bernard-Victor ontdekte dat BTW hierover gelogen had draaide hij de geldkraan onmiddellijk dicht, waardoor BTW genoodzaakt was om dringend op zoek te gaan naar nieuwe investeerders. Zo vroeg hij onder andere aan Balthasar Boma om te investeren en om maître d'hôtel te worden van "Bij Mij", maar door een meningsverschil over het menu ging dit uiteindelijk niet door. Om snel aan geld te geraken verkocht BTW wat oude rommel aan voddenmarchand Fernand Costermans. Fernand, die toen op zoek was naar een nieuw magazijn, stelde BTW voor om zijn restaurant over te kopen, maar BTW wilde zijn levensdroom niet opgeven en weigerde. Fernand stuurde een vervalste brief naar BTW met de melding dat "Bij Mij" gesloopt zou worden door de gemeente. BTW wilde zo snel mogelijk af van zijn restaurant en verkocht het onder de waarde aan Fernand.
In de vierde film werd bekend dat BTW nu een patissier is.

## Uiterlijke kenmerken
- Klein
- Rood haar
- Witte koksjas met daarop: "Bernard T. Waterslaeghers"
- Lichtblauwe broek
- Witte koksmuts

## Familie
BTW is een neef van Xavier. De vader van BTW, en oom van Xavier, heet Bernard-Victor. Hij is een rijke bierbrouwer. Bernard-Victor dook één keer op in de reeks. Hij werd vertolkt door Werther Vander Sarren.

## Catchphrases
- "Zeker weten"
- "Heb ik gelijk of heb ik gelijk?"
- "Aaaah, welkom bij Bij Mij"
- "Wat ik zelf doe, doe ik beter"
- "Hela, hela, hela!"
- "Geestig, heel geestig"
- "Wacht maar totdat het druk wordt"

BTW gebruikte ook vaak spreekwoorden.

## Trivia
- In de intro van F.C. De Kampioenen wordt altijd een foto gemaakt van de personages. BTW nam deze taak voor zijn rekening in de intro die gebruikt werd voor reeks 9 en reeks 10. Hij joeg Marc Vertongen weg, die oorspronkelijk de foto zou maken.
- BTW werd uit de serie geschreven omdat het personage niet echt aansloeg bij het publiek. Jakob Beks zelf en andere acteurs hadden er verscheidene malen bij de VRT op aangedrongen om het personage wat sympathieker te maken, omdat Jakob Beks de populariteitsproblemen rond zijn personage BTW al zag aankomen. Dit vond echter, ondanks dat de VRT ook doorhad dat het personage BTW niet geliefd was bij het publiek, geen gehoor. Beks liet weten nooit gelukkig te zijn geweest met zijn rol als BTW in de serie.[2] Dit hield hem echter niet tegen om een kleine gastverschijning te doen in de 4de Kampioenenfilm.
- In de stripreeks ging BTW na het faillissement van zijn restaurant aan de slag als kok bij het restaurant 'Comme Chez Jean-Pol' en duikt hij na zijn verdwijning als vast personage nog sporadisch op in latere stripverhalen.
- Jacob Beks, de acteur die gestalte gaf aan BTW, dook al eens eerder op in de reeks. In de 5e aflevering van de 5e reeks verscheen hij als verhandelaar van tropisch vlees. Opmerkelijk is het feit dat hij op bezoek kwam bij zijn "voorganger", namelijk DDT.
- Oorspronkelijk zou BTW pas in het begin van het elfde seizoen verdwijnen.[3]
- Na zijn vertrek werd BTW slechts één keer kort vermeld. In "Grenzen verleggen" (reeks 11) vertelde Fernand in een rechtszaak tegen de Kampioenen hoe zij eerst "die garagist" hadden weggepest en nadien ook "die kok".
- Het einde van "Bij mij" verschilt in de stripreeks. In de strip "Bij Sjoeke en Sjoeke" ging BTW daadwerkelijk failliet en werd alles aangeslagen door de deurwaarder.